# アンドリュー・ジョン・アンダーソン・ホール
アンドリュー・ジョン・アンダーソン・ホール（Andrew John Anderson Hall, 1979年6月5日 - ）は、スコットランドのラグビー選手、ラグビー指導者。ポジションはセカンドロー。2014年から香港代表ヘッドコーチを務めた。

## 経歴
2009年5月までニューポート・グウェント・ドラゴンズに所属。2009-10シーズンはモーズリーRFCでプレーし、その後香港クリケットクラブヘッドコーチに就いた。
2014年7月20日、ホールは香港ラグビーフットボール協会より香港代表の臨時ヘッドコーチに選任された。これは前任のリー・ジョーンズが代表を離任し、日本代表ディフェンスコーチに就任するためであった。ホールは2015年ワールドカップ予選の大陸間プレーオフのウルグアイ戦で指揮を執った。香港代表にはワールドカップ初出場の期待が懸けられたが、28対3で敗れた。当初は臨時であったが、ワールドカップ予選終了後、正式に香港代表ヘッドコーチに着任した。